# 宣州卫
宣州卫，明朝在今安徽省宣城市设置的卫。
明朝的宁国府就是唐宋的宣州，明太祖洪武十三年（1380年）设宁国府卫，洪武十八年（1385年）改设宣州卫，下辖二所。宣州卫不属于都指挥使司，和南直隶其他属于中军都督府的卫所不同，它属于右军都督府。清世祖顺治二年（1645年）改宣州卫为宁国营，分拨千总把总各弁目驻防宣城、泾县、南陵、宁国、太平、旌德六县。